# ریژآو
ریژآو، شهری در بخش مرکزی شهرستان دالاهو در استان کرمانشاه ایران است.
این شهر در تاریخ ۳۰ مرداد ۱۳۹۰ با ادغام روستاهای ریجاب، بان مزاران، دارابی، باباجانی عبدالمحمد، باباجانی شاهمراد و شالان ارتقا یافت.
منطقه ریژآو با وسعت ۱۲۰ کیلومتر مربع در غرب استان کرمانشاه واقع شده‌است که از نظر تقسیمات سیاسی، جزء شهرستان دالاهو می‌باشد. این منطقه از سمت شمال به شهرستان ثلاث باباجانی، از شرق به شهر کرندغرب، از جنوب و غرب به شهرستان سرپل ذهاب محدود می‌شود. ریجاب در عرض‌های جغرافیایی ۳۴ درجه و ۳۰ دقیقه تا ۳۴ درجه و ۴۰ دقیقه شمالی و طول‌های جغرافیایی ۴۵ درجه و ۲۵ دقیقه تا ۴۸ درجه و ۳۰ دقیقه شرقی قرار گرفته‌است.
ریژآو یکی از ۵۰ منطقه نمونه گردشگردی استان کرمانشاه است.
زبان اغلب اهالی آن کردی (جافی) می‌باشد. البته در قدیم زبان بیشتر اهالی ریژآو هورامی بوده‌است و هنوز هم افراد مسن با این زبان صحبت می‌کنند، اما به تدریج و دراثر کوچ تیره‌های جاف به منطقه ریژآو و ازدواج و پیوندهای فامیلی میان اهالی، هورامی زبان غالب اهالی ریژآو می‌باشد.
مردم ریژآو مسلمان و اهل سنت (شافعی) می‌باشند. مردمان این شهر سخت کوش، مهربان و مهمان نواز هستند. به همهٔ گردشگران با هر آیین و مسلکی احترام می‌گذارند.

## وجه تسمیه
واژه ریجاب در واقع عربی شده واژه «ریژاو» است که در زبان گورانی سه معنا برای آن متصور است که مناسبترین آن «ریژاو به معنی محل ریزش آب» می‌باشد. وجه تسمیه ریجاب، وجود رود خروشان الوند و آبشارهای زیبای آن است که از دامنه کوه دالاهو سرچشمه می‌گیرد.

## ریجاب درلغتنامه دهخدا
ریجاب. (اِخ) دهی از بخش کرند شهرستان شاه آباد (اسلام آبادغرب). دارای ۵۵۰ تن سکنه. محصول عمدهٔ آنجا میوه و غلات و حبوب و توتون و لبنیات و انجیر و انار و گردوی آن به فراوانی و خوبی معروف است. زیارتگاه ابودجانه در آن مورد توجه اهل تسنن است. سه آبادی ریجاب، یاران و زرده به نام دهستان ریجاب خوانده می‌شود. (از فرهنگ جغرافیایی ایران ج 5).

## جمعیت
براساس سرشماری مرکز آمار ایران [[سرشماری عمومی نفوس و مسکن (۱۳۹۵)|، جمعیت شهر ریجاب ۳۹۰۴ نفربوده‌است.

## پیشینه تاریخی
مظاهر و میراث‌های باشکوه و درخشان تاریخی هم چون دیوار دفاعی یزدگرد سوم آخرین پادشاهان ساسان، آتشگاه ریجاب، مجموعه قلعه یزدگرد سوم و غیره همگی گویای تاریخی درخشان در ریجاب می‌باشد.
قرار گرفتن ریجاب در حاشیه جاده شاهی و گردنه پاتاق (دروازه غربی فلات ایران) مزید بر موقعیت مطلوب و مناسب طبیعی ریجاب که اهمیت استراتژیکی ریجاب را دو چندان کرده‌است چنانچه از تواریخ کهن هم چون تاریخ ایران باستان از حسن پیرنیا بر می‌آید، شاهان ساسانی در سفرهای شاهی و سیاسی خود بین پایتخت‌ها، چند وقتی را در ریجاب اتراق می‌کرده‌اند. من‌حیث‌المجموع آثار و ابنیه کهن و باستانی در ریجاب حاکی از قدمت مسکونی و تاریخی ریجاب از همان ادوار باستان تا به امروز می‌باشد. در دوران اسلامی نیز با بنای مسجد عبدالله بن عمر در زمان دومین خلیفه راشدین تا دوران میانه و معاصر، روند رو به پیشرفتی را در ریجاب می‌توان نظاره کرد.

## زبان و گویش مردم
مردم منطقه ریجاب در گذشته به زبان گورانی اورامی صحبت می‌کردند چنانچه امروز بسیاری از زنان و مردان مسن ریجابی و مردم روستای زرده به این گویش تکلم می‌کنند ولی امروزه به دلیل همجوار بودن با دیگر مناطق، در زبان گورانی (اورامی) تغییراتی شکل گرفته و اکثر مردم به زبان هورامی صحبت می‌کنند.

## جاذبه‌های طبیعی
۱-رودخانه الون (حلوان) تنها رودخانه ریجاب است. رودخانه از ارتفاعات سیاوانه (سیاهانه) واقع در کوه‌های دالاهو سرچشمه می‌گیرد و پس از طی مسیر پر پیچ و خم باغ‌های گردو، وارد شهرهای مرزی سرپل زهاب و قصرشیرین و سپس وارد کشور همسایه، عراق می‌شود.
۲- آبشارها 

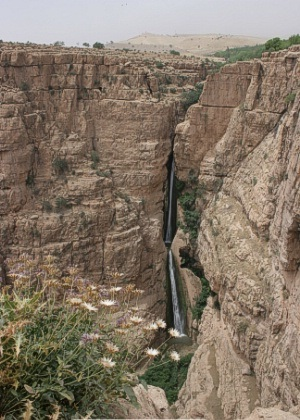
آبشار ریجاب یکی از بلندترین آبشارهای ایران است

آبشار ریجاب در قسمت شمال غرب شهرک ریجاب و در روستای ژالکه واقع شده و یکی از جمله بلندترین آبشارهای ایران محسوب می‌شود. در قسمت بالای این آبشار روستایی با نام ژالکه و در قسمت پایین این آبشار با عبور از دره هونه به روستای پیران منتهی می‌شود. روبروی همین آبشار، آبشار زیبای دیگری قرار دارد.
۳- چشمه‌ها
چشمه‌های متعددی در منطقه ریجاب وجود دارد که تعداد آن‌ها به بیش از بیست چشمه می‌رسد اما از عمده‌ترین آن‌ها از نظر آبدهی چشمه‌هایی با نام‌های حشانه و کولیتان می‌باشد که قسمت اعظم آب رودخانه را تأمین می‌کند. چشمه غصلان که در بابایادگار واقع شده و از آن به عنوان آب شفابخش یاد می‌کنند.
۴- دره‌ها
یکی از جلوه‌های زیبای طبیعت ریجاب، ساختار توپوگرافیک آن است. به‌طور کلی عمده‌ترین دره‌های جنگلی و کوهستانی ریجاب عبارتند از: دره لرز، دره تاویان، دره مران، انجیر کلان، دره صالحان، قمه قوله، دره هونان، دره تاریکه، دره چنار، مری بول، دره علارو و دره هونه.
دره‌های جنگلی ریجاب عمدتاً در امتداد رودخانه الوند کشیده شده‌اند و پیرامون آن را انبوهی از جنگل‌های گیاهی متنوع فرا گرفته‌است. دره‌های کوهستانی هم عمدتاً در میان قله‌های مرتفع قرار گرفته و جولانگاه رودخانه دایمی و خروشان الوند هستند.
۵- پوشش جنگلی و گیاهی
برخی از درختان و درخچه‌های جنگلی منطقه ریجاب عبارتند از: بلوط، پسته کوهی، زالزالک، آلبالوی وحشی، تمشک وحشی، بید، انجیر، گردو، انار، چنار، انگور، هلو، و زیتون.
گیاهان داروئی که در ریجاب به وفور یافت می‌شوند عبارتند از: چینور، گنور و ریواس، سماق، اسپن یا اسپند، زو، کنگر، سیرونه، پیچک و کول، قارچ، تولکه، ترشکه، گیلاخه، چاوبازه، شن، سیاکوز، و غیره.

## جاذبه‌های تاریخی
جاذبه‌های تاریخی منطقه ریجاب بالغ بر ۲۵ اثر باستانی و ۴ اثر اسلامی می‌باشد که در اینجا به معرفی آن‌ها می‌پردازیم:
۱- بانمزاران:
در مقابل راهی که برای رفتند به بابایادگار از آن عبور می‌کنند تپه بزرگی قرار دارد که بقایای قلعه عظیمی در آن دیده می‌شود. متأسفانه به عبت تصرفی که در اراضی قلعه شده‌است قسمت اعظم قلعه با خاک یکسان شده‌است. ابعاد تقریبی این قلعه حدود ۱۰۰*۱۵۰ متر است.
۲- قلعه گه (قلعه کوچک):
از راهی که بانمزاران را به سرآب کُنار می‌پیوندد در محلی که قبلاً ابتدای باغ‌های ریجاب است، بقایای قلعه کوچکی دیده می‌شود که اهالی محل به نام مالک آن قلعه را «قلعه گه جیران» می‌نامند. این قلعه در روزگار آبادانی دو طبقه بوده که فعلاً چند اتاق از طبقه تحتانی و پی قلعه فوقانی باقی مانده‌است.
۳- قبر سلطان سی قلی مه (سلطان صد خزانه دار):
در ابتدای روستای شالان در جهت غربی قبرستان کهنه بر روی تپه آتشگاهی دیده می‌شود که از آتشگاه گنبد کلایی کوچکتر بود، ولی از آن سالمتر باقی مانده‌است. این آتشگاه به ابعاد ۳٫۶*۳٫۷ متر است و شش متر هم ارتفاع دارد. قسمتی از گنبد این آتشگاه در طول زمان آسیب دیده و ریخته‌است.
۴- قلعه و برج خاموشی:
در باغی که امروز به حاج حبیب قادری تعلق دارد بقایای قلعه و برجی دیده می‌شود که دارای دو طبقه است. چند اتاق از طبقه تحتانی قلعه سالم باقی مانده‌است. جنب دیوار غربی قلعه برجی شبیه به مناره‌های اسلامی ایرانی وجود دارد با این تفاوت که هرقدر از پایین به بالا بنگریم می‌بینیم که برج رفته رفته باریک‌تر می‌شود. در داخل این برج پلکان مارپیچی تا بالای برج ادامه دارد و در آن جا به سکویی مستطیلی شکل که رو به مشرق قرار گرفته، ختم می‌شود.
۵-زندان دوناب:
پانصد متر بالاتر از برج خاموشی در ساحل چپ رودخانه النود تپه‌ای که درخت‌های گردو و گلابی وحشی آن را پوشانده‌است قرار دارد. بر این تپه بقایای قلعه‌ای که از روزگار ساسانیان برجاست وجود دارد.
۶- پل دروازه:
در مسیر راه ساسانی به معبری می‌رسیم که راه رودخانه الوند از وسط آن می‌گذرد. این معبر به صورت دو دیوار سنگی درآمده و مثل آن است که دست تصرف کار بشر در طبیعت دخالت کرده و کوه‌ها را به دو نیمه ساخته و از وسط آن راه و رودخانه را عبور داده‌است. این معبر، کوه «تلاش» را از کوه «یویا» متمایز می‌کند. این معبر را اهالی پل دروازه می‌خوانند.
۷- قلعه ویرانه:
درست در بالای خط الراس کوه تلاش در حیطی که مسلط بر پل دروازه می‌باشد بقایای قلعه‌ای موجود است که می‌توان چهار اتاق مستطیل شکل در آن تشخیص داد.
۸- بهشت و دوزخ:
اگر مسیر راه ساسانی را از پل دروازه به طرف سراب کُنار ادامه دهیم نزدیک به آسیاب خراب قدیمی پنج نقطه تراشیده شده در سنگ را می‌بینیم که اهالی محل به آن‌ها بهشت و دوزخ می‌گویند. این صفحه‌های تراشیده شده طوری قرار دارند که چهار عدد از آن‌ها در داخل هم حجاری شده و یکی در زیر آن‌ها قرار گرفته‌است. صفحات تراشیده شده مستطیل شکل بوده و چهار عدد آن‌ها با تاقی جناقی زینت شده‌اند. تنها یکی از آن‌ها تاق گهواره‌ای شکل دارد.
۹- گمهٔ ملک (گنبد ملک):
در فاصله صد متری از مسجد عبدالله به عمر ریجاب، آتشگاهی دیده می‌شود به ابعاد ۴٫۵*۴٫۳ متر که ضلع جنوبی آن بر جا مانده ولی از دیوارهای دیگر قسمت‌هایی باقی مانده‌است.
۱۰- قلعه تاش خزی:
در جایی که اهالی به آن تاش خزی می‌گویند بقایای برج مستطیل شکلی که به وسیلهٔ یک تیغه به دو قسمت تقسیم شده به چشم می‌خورد. این برج در راه ساسانی و جوگوری (نهر گبری) مسلط می‌باشد.
۱۱- قلعه سرآب کُنار:
بر روی کوهی که اهالی محل آن‌ها «برویت» می‌گویند در جنوب سرآب کُنار که از سطح رودخانه قریب ۱۵۰ متر فاصله دارد، بقایای سرج ساسانی دیده می‌شود. این بقایا عبارتند از ضلع جنوبی برج که مشرف بر قریه ریجاب قدیم (ریجاب بالا) است. دو طرف این برج دو آتشدان قرار گرفته‌اند، اولی با قطر ۲۲ و عمق ۱۶ سانتی‌متر و دومی با قطر ۲۲ و عمق ۱۴ سانتی‌متر.
۱۲- برج ریجاب:
در ابتدای منطقه ریجاب و در ساحل چپ رودخانه الوند، باغی احداث شده‌است که قبلاً به نام مالک آن «مرحوم درویش احمد زالی» معروف بود. در این باغ بقایای برج مستطیل شکلی دیده می‌شود. این برج به دو اتاق تقسیم شده‌است. مصالح این برج از قلوه سنگ و ملاط معمول ساسانی است. برج ریجاب تنها اثر باستانی است که از مسیر جاده معروف ساسانی خارج شده و تقریباً ۴۰۰ متر با جاده فاصله دارد.
۱۳- قلعه بان زرده:
در باغ بزرگی که در وسط قریه زرده قرار گرفته‌است بقایای یک قلعه عظیم به شکل مستطیل به ابعاد تقریبی ۱۵۰*۱۰۰ متر قرار دارد که در روزگار آبادانی چهار برح مدور در چهار زاویهٔ قلعه بوده‌اند و امروز قسمتی از دو برج قلعه بر جا مانده‌است.
۱۴- قلعه یزدگرد سوم ساسانی
در مشرق بان زرده بر فراز یکی از قلل مرتفع کوه «دالاهو» بقایای یک قلعه بزرگ و مستحکم نظامی به چشم می‌خورد که اهالی محل آن را «قلعه یزدگردی» می‌نامند. بنای این قلعه در اصل دو طبقه بوده و هم‌اکنون قسمت اعظم از این بنای معظم بر جا باقی مانده‌است. اتاق‌های این قلعه اکثراً وسیع و به شکل مستطیل و با تاقی گهواره‌ای است.
در وقفنامه‌ای که در اوایل قرن دهم یعنی در حدود سال ۹۳۲، یکی از امرای ذهاب برای بقعه بابایادگار تنظیم کرده، اینجا را «سرای زرد یزدگردی» یادداشت کرده‌است.
در سال ۹۱ این اثر در فهرست موقت میراث جهانی قرار گرفت.
۱۵- گچ گنبد:
در نزدیکی روستای بان زرده در محلی که به «گچ گنبد» معروف است اخیراً توسط هیئت باستان شناسان خاکبرداری و گمانه زنی شده‌است. در عمق نزدیک سطح زمین دیوارهای آجری با ملاط کشف گردید و سپس طبقه اول ساختمانی دیده شد که با گچ بری‌ها زینت یافته بودند. قطعاتی از این گچ بری‌های ظریف به علت ریزش طبقهٔ فوقانی ساختمان در میان آوار و خاک باقی مانده‌است.
در این گچ بری‌ها نقش‌های برجسته‌ای از تصویر انسان و حیوان و برخی نقوش تزئینی موجود است که از نظر سبک کار دورهٔ سلوکی‌ها و اشکانیان را به خاطر می‌آورد.
۱۶- آشپزخانه:
در ابتدای زمین‌های مربوط به روستانی بان زرده، بقایای برج بزرگ مدوری به چشم می‌خورد. این برج که در افواه اهالی به آشپزخانه شهرت یافته در طرف چپ دیگر مسیل قریه که آب رو باران‌های بهاره است قرار گرفته‌است و درست مقابل آن در طرف دیگر مسیل برجی کوچکتر تشخیص داده می‌شود. وجود این دو برج در کنار یکدیگر این احتمال را ایجاب می‌کند که شاید اینجا دروازه اصلی ورود به قلعه یزدگرد و تأسیسات بان زرده باشد.
۱۷- دیوار دفاعی
این دیوار که از ارتفاعات ریجاب شروع می‌شود پس از رسیدن به برج آشپزخانه وضع ساختمانی خود را تغییر می‌دهد. به این معنی که از ریجاب تا آشپزخانه در داخل دیوار آب روی قرار دارد که آب جو گوری (نهر گبری) را از ریجاب تا برج می‌آورده‌است. وضع جغرافیایی محل و ساختمان مجری این مطلب را تأیید می‌کنند.
این دیوار از برجی که مقابل برج آشپزخانه قرار دارد تا خط الرأس کوه «شاه نشین» و سپس ذهاب ادامه دارد ولی در این فاصله فاقد مجرای سابق‌الذکر است. مصالح کلیه این آثار از قلوه سنگ و ملاط بوده و ساختمان‌ها معرف کامل معماری عصر ساسانی می‌باشد.
۱۸- مقبره ابودجانه:
ابودجانه یکی از صحابه پیامبر بود که در جنگ‌های بدر و احد حضور داشته‌است. مقبره ابودجانه مربوط به صدر اسلام است این اثر در تاریخ ۶ اسفند ۱۳۸۵ با شمارهٔ ثبت ۱۷۵۵۶ به‌عنوان یکی از آثار ملی ایران به ثبت رسیده‌است.
۱۹- مقبره بابایادگار:
یکی از بقاع متبرک پیروان اهل حق محسوب می‌شود که در روستای بان زرده واقع است. قدمت این اثر به قرن ۱۶ میلادی می‌رسد. از نظر معماری این بنا به صورت فضای مربع شکل کوچکی است و بر روی آن گنبد مخروطی شکلی قرار گرفته‌است. سطوح داخلی و خارجی این بنا به وسیله ملاط گچ اندود شده‌است. این مقبره، یکی از زیارتگاه‌های مهم اهل حق به‌شمار می‌رود. بیشتر از این مشایخ در اوایل حکومت صفویان زندگی می‌کردند و در نوار مرزی ایران و عثمانی به ترویج مذهب اهل حق اشتغال داشتند. به اعتقاد اهل حق بابایادگار تجلی روح حسین بن علی است.
۲۰- مقبره شیخ بایزی بستانی:
در حدود پانصد متر بالاتر از آتشگاه گمهٔ ملک، آتشگاه دیگری قرار دارد. دیوار شمالی این آتشگاه و گنبد آن تقریباً سالم مانده‌اند ولی دولچکی شمال شرقی و غربی و قسمتی از دیوار آن فرو ریخته‌است. در داخل این آتشگاه دو قبر اسلامی در کنار هم دیده می‌شوند که اهالی محل یکی از آن‌ها را قبر شیخ بایزی معرفی می‌کنند.
۲۱- مسجد عبدالله بن عمر:

مسجد عبدالله بن عمر، از نخستین مساجد ساخته شده در ایران - ریجاب - کرمانشاه - ایران

در وسط روستای ریجاب قدیم (ریجاب بالا) مسجدی مستطیل شکل که از قلوه سنگ و ملاط ساخته شده، قرار گرفته‌است. این بنا از ابنیه‌های قبل از اسلام بوده که در روزگار اسلامی به مسجد تبدیل شده‌است. محققین بنای این مسجد را به عبدالله بن عمر فرزند خلیفه دوم نسبت می‌دهند. محراب مسجد بر خلاف تمام مساجد اسلامی از دیوار جنوبی بیرون نیامده است بلکه به وسیله گچ بری به دیوار مسجد اضافه شده و کاملاً از دیوار متمایز است.
مناره مسجد مدت‌ها بعد از بنای مسجد ساخته شده‌است. آن را بر روی بام مسجد در زاویهٔ جنوب غربی ساخته‌اند. سبک معماری مناره شباهتی به برج‌های خاموشی عموماً و به خصوص به برج خاموشی ریجاب دارد.
منبر مسجد پشت به محراب ساخته شده و از سنگ و گچ بنا گردیده‌است و دارای ۵ پله می‌باشد. ظاهراً این مسجد اگر از مسجد «تاریخانه» دامغان که قدیمی‌ترین مسجد ایران است، قدیمی تر نباشد بعید نیست مقارن با بنای آن ساخته شده باشد.
این مسجد به مرور زمان ۹۰ درصد تخریب و غیرقابل استفاده شده بود که توسط میراث فرهنگی در سال ۱۳۷۰ بازسازی شد.
دیگر آثار تاریخی منطقه عبارتند از: گنبد کلایی (ساسانی)، باباشیخ، (ساسانی)، نهر گبری (جوگوری)، نقاره خانه، آشیابا و چند کتیبه حجاری شده در دره هونه و پل دروازه مربوط به دوره ساساتی. در

## نگارخانه

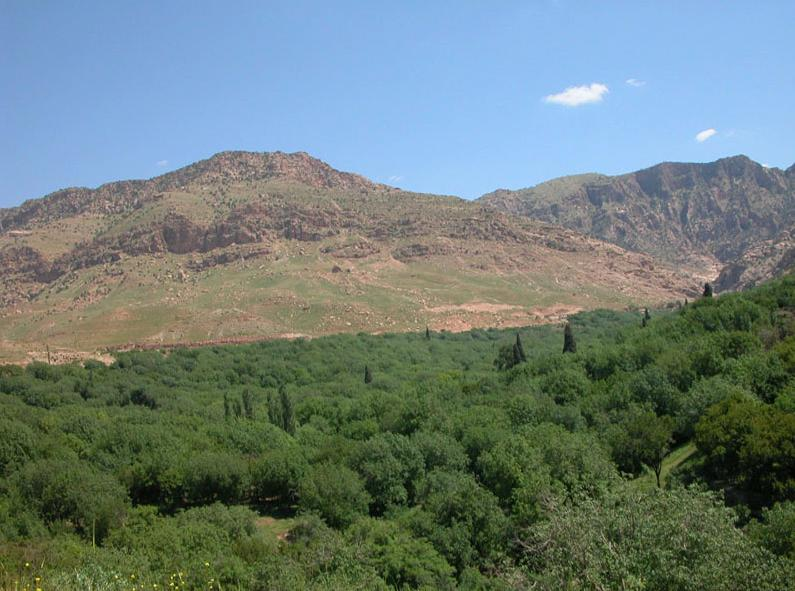
نمایی از منطقه ریجاب
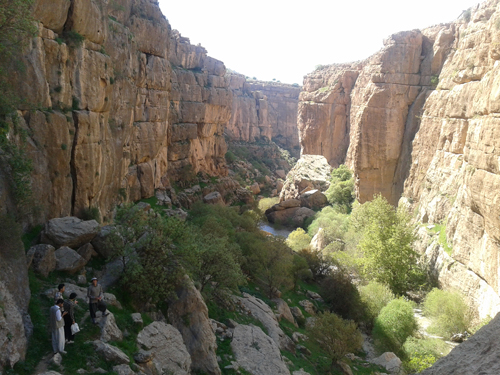
دره هونه که برخی از اهالی آن را دره اژدها نیز می‌نامند
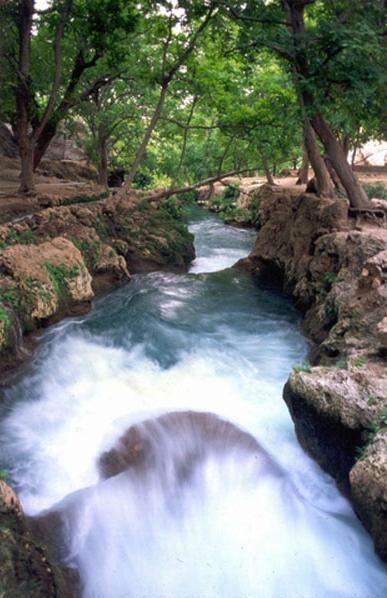
نمایی از رودخانه الوند
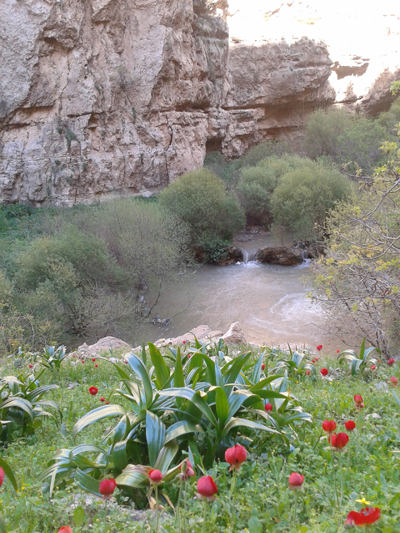
نمایی از طبیعت داخل دره هونه
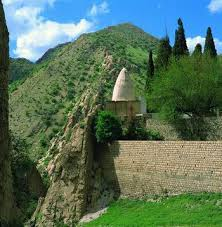
مقبره بابایادگار در روستای زرده
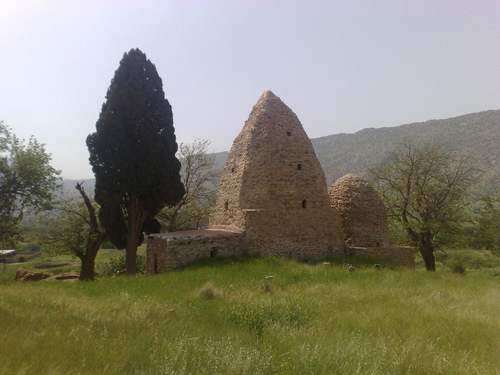
مقبره ابودجانه یکی از یاران پیامبر اسلام
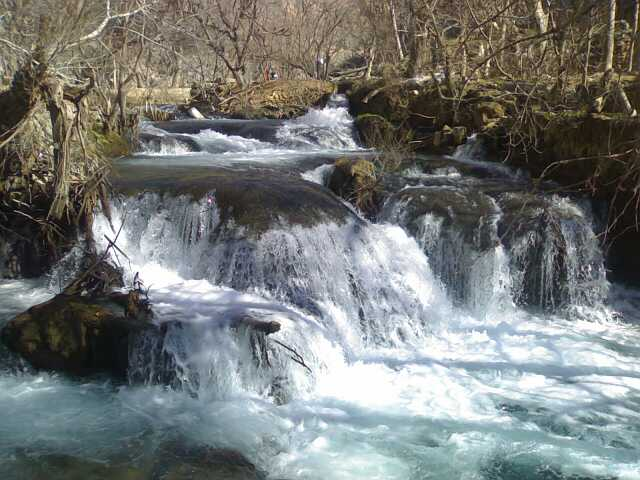
نمایی از رودخانه خروشان الوند